# Cella (Comunitat de Terol)
Cella és una localitat de l'Aragó que es troba a la comarca de la Comunitat de Terol a 20 km de Terol. L'any 2006 tenia 2935 habitants. El més representatiu de Cella és el seu pou artesià, naixement del riu Jiloca. Les seues festes patronals són al mes d'agost.

## Clima
Cella gaudix d'un clima continental amb fortes diferències de temperatura entre l'hivern i l'estiu (mínimes de -10 °C a l'hivern, i màximes de 35 °C a l'estiu són relativament habituals). Es troba a una altitud de 1023 m, la qual cosa marca substancialment el seu oratge.
Les precipitacions són molt escasses i irregulars.

## Activitats econòmiques
Cella és fonamentalment un poble ramader i agrari, no obstant això la presència del pou artesià i d'altres punts d'interés fan del turisme una font d'ingressos creixent.